# Leonotis
Genre
Leonotis  est un genre de plantes à fleurs dicotylédones de la famille des Lamiaceae (Labiateae), sous-famille des Lamioideae, originaire des régions tropicales et subtropicales d'Afrique subsaharienne, de Madagascar  et du sous-continent indien, qui comprend une dizaine d'espèces acceptées.

## Étymologie
Le nom générique Leonotis, littéralement « oreille de lion », est formé de deux racines grecques :  λέων (léôn), « lion », et  οὖς, ὠτός (oûs, ôtós), « oreille ».

## Liste d'espèces
Selon The Plant List (15 août 2019) :
- Leonotis decadonta Gürke
- Leonotis goetzei Gürke
- Leonotis grandis Iwarsson & Y.B.Harv.
- Leonotis leonurus (L.) R.Br.
- Leonotis myricifolia Iwarsson & Y.B.Harv.
- Leonotis myrothamnifolia Iwarsson & Y.B.Harv.
- Leonotis nepetifolia (L.) R.Br.
- Leonotis ocymifolia (Burm.f.) Iwarsson
- Leonotis pole-evansii Hutch.